# Woestijnoeverlibel
De woestijnoeverlibel (Orthetrum ransonnetii) is een echte libel uit de familie van de korenbouten (Libellulidae). De Nederlandstalige naam is ontleend aan Veldgids Libellen.
De wetenschappelijke naam van de soort werd in 1865 als Libellula ransonnetii gepubliceerd door Friedrich Moritz Brauer. De soort werd beschreven aan de hand van specimina die door de Oostenrijkse diplomaat en natuuronderzoeker Eugen von Ransonnet bij El-Tor aan de Rode Zee verzameld waren, en zich ten tijde van de beschrijving in het keizerlijk museum in Wenen bevonden.

## Verspreiding
De soort is vastgesteld op de Canarische Eilanden, in Noord-Afrika (Mauritanië, Marokko, Algerije, Niger, Tunesië, Libië, Tsjaad, Egypte, Soedan), in het Midden-Oosten (Turkije, Israël, Jordanië, Iran, Saoedi-Arabië, Jemen, Oman, Verenigde Arabische Emiraten) en in Afghanistan.

## Synoniemen
- Libellula gracilis Albarda, 1887